# Landvoogdij Haguenau
Haguenau was een landvoogdij in de Elzas binnen het Heilige Roomse Rijk. Tot 1648 maakte het deel uit van Voor-Oostenrijk.
Rond de burcht Haguenau lagen omvangrijke koninklijke goederen (Hagenauer Woud). Onder de Hohenstaufen werden de koninklijke goederen met de die van de Hohenstaufen versmolten en bestuurd vanuit de palts te Haguenau. Als opvolgers van de Hohenstaufen stelden de Habsburgers in 1280 een rijkslandvoogd aan als bestuurder van:
- de tien rijkssteden in de Elzas;
- de rijkslandvoogdij Kaysersberg;
- het Hagenauer Woud;
- 40 rijksdorpen.

Sinds 1341 was de rijkslandvoogdij verpand aan het hertogdom Beieren, het keurvorstendom van de Palts, het aartshertogdom Oostenrijk, het hertogdom Luxemburg en het markgraafschap Moravië. Vanaf 1408/13 was het verpand aan het keurvorstendom van de Palts. Na de Landshuter Successieoorlog moest de keurvorst de landvoogdij afstaan aan Oostenrijk. Oostenrijk verpandde de landvoogdij vervolgens van 1530 tot 1558 opnieuw aan de keurvorst. Daarna was de landvoogdij weer in het bezit van Oostenrijk.
Tijdens de Dertigjarige Oorlog werd het gebied door Frankrijk bezet, waarna er in 1633 een Frans bestuur werd gevestigd. Paragraaf 73 van de vrede van Münster in 1648 de kende landvoogdij Haguenau met de daarbij horende rechten aan Frankrijk toe. Anderzijds verplichtte Frankrijk zich in paragraaf 87 om de reichsunmittelbare status van de tien rijkssteden te respecteren. In 1674 bezette Frankrijk echter de rijkssteden. Vervolgens werden de steden in het kader van de Reunionspolitik in 1680 door Frankrijk geannexeerd. In de Vrede van Rijswijk van 1697 erkenden de Europese mogendheden de inlijving van de rijkssteden.

## De veertig rijksdorpen
Tot de landvoogdij behoorden oorspronkelijk 40 rijksdorpen. Enige tijd waren er 41, toen Hochfelden meetelde. Na 1648 liep het aantal terug naar 35 omdat de Franse koning een aantal dorpen als heerlijkheid uitgaf, namelijk: Minversheim, Wittersheim met Gebolsheim en Ohlungen met Keffendorf.
- Batzendorf
- Bernolsheim
- Berstheim
- Bilwisheim
- Bitschhoffen
- Bossendorf
- Dangolsheim
- Eschbach
- Ettendorf
- Forstheim
- Gebolsheim (gemeente Wittersheim)
- Grassendorf
- Gunstett
- Hegeney
- Hochstett
- Huttendorf
- Keffendorf (gemeente Ohlungen)
- Kindwiller
- Kriegsheim
- Kuttolsheim
- La Walck
- Lixhausen
- Minversheim
- Mittelschaeffolsheim
- Mommenheim
- Morschwiller
- Mutzenhouse
- Niederschaeffolsheim
- Ohlungen
- Ringeldorf
- Rottelsheim
- Rumersheim (nu gemeente Berstett)
- Scherlenheim
- Soufflenheim
- Surbourg
- Uberach
- Wahlenheim
- Wingersheim
- Wintershouse
- Wittersheim